# Rogosj
Rogosj (bulgariska: Рогош) är ett distrikt i Bulgarien.   Det ligger i kommunen obsjtina Maritsa och regionen Plovdiv, i den centrala delen av landet, 140 km öster om huvudstaden Sofia.
Trakten runt Rogosj består till största delen av jordbruksmark. Runt Rogosj är det ganska tätbefolkat, med 80 invånare per kvadratkilometer.